# Mlhy na blatech
Ceață peste mlaștină (în cehă Mlhy na nlatech) este un film dramatic ceh alb-negru din 1943 care a fost scris și regizat de František Čáp după un roman de Karel Klostermann⁠(d).
Rolurile principale au fost interpretate de actorii Zdeněk Štěpánek, Marie Blažková, Vladimír Salač, Jarmila Smejkalová și Rudolf Hrušínský.
Povestea filmului are loc în ferma familiei Potužák, unde Josef (Štěpánek) locuiește împreună cu soția sa (Blažková) și copiii lor Václav (Salač) și Apolenka (Smejkalová).

## Distribuție
- Zdeněk Štěpánek⁠(d) – fermierul Josef Potužák
- Marie Blažková – soția lui Potužák
- Vladimír Salač – Václav, fiul lor
- Jarmila Smejkalová – Apolenka, fiica lor
- Terezie Brzková⁠(d) – Bătrână
- Rudolf Hrušínský – fermierul Vojta
- Jaroslav Zrotal – Radonický
- Jaroslav Průcha⁠(d) – fermierul Jakub Krušný

## Lansare și primire
A avut premiera la 14 ianuarie 1944 în cinematografele din Cehia. Filmul este o dramă patriotică care înfățișează viața oamenilor din sat, atașamentul lor profund față de pământ și Dumnezeu și tânărul rebel Vojta (Hrušínský) care este convertit.
În 2020, filmul a fost lansat oficial online pe YouTube de către Arhiva Națională de Film a Cehiei (Národní filmový archiv, NFA).